# Fort Prins Frederik
Fort Prins Frederik is een fort bij Ooltgensplaat. Het maakte deel uit van de Stelling van het Hollandsch Diep en het Volkerak.

## Frans fort
Vanaf 1795 waren Franse troepen gelegerd in grote delen van Nederland. In 1809 versterkten de Fransen hun kustverdediging, nadat de Engelsen tijdens de Walcherenexpeditie waren binnengevallen. In het kader hiervan werden aan weerszijden van het Hellegat twee forten gebouwd: Fort Duquesne bij Ooltgensplaat en Fort De Ruijter bij Willemstad. Het eerste fort was genoemd naar Abraham Duquesne, de Franse admiraal die tegenover Michiel de Ruyter stond in de Slag bij Agosta (1676). De twee forten moesten voorkomen dat vijandelijke schepen vanaf het Volkerak naar het Hollandsch Diep voeren.
Fort Duquesne was een aarden gebastioneerd fort met op de centrale binnenplaats een gemetselde Tour-modèle. De toren heeft drie bouwlagen, is geheel gemetseld van baksteen en de ruimten zijn voorzien van gemetselde gewelven. Hij heeft een plat dak vanwege de functie als uitkijk- en geschuttoren. De gevels zijn voorzien van meerdere geschutsopeningen. Op 4 december 1813 overrompelden Nederlandse militairen de zwakke Franse bezettingen en namen het fort in bezit. De naam werd gewijzigd in Fort Prins Frederik.

## Nederlandse aanpassingen
Diverse keren werd het fort aangepast en verbeterd. Na de Frans-Duitse Oorlog werd in 1874 de Vestingwet aangenomen en deze voorzag in de versterking van de Nederlandse vestingen, waaronder de Stelling van het Hollandsch Diep en het Volkerak waartoe het fort behoorde. Er werden nieuwe geschutopstellingen aangelegd, remises en kazematten gebouwd en er kwam een grote bomvrije kazerne van twee bouwlagen, die met grond is overdekt. Alle gebouwen vormen in z’n geheel een L-vorm om de oude Franse toren.
Aan het begin van de 20e eeuw stonden er op het fort zeven kanonnen met een kaliber van 24 centimeter opgesteld, waarvan vijf op de rivierfronten en twee naar het zuiden gericht. Verder stonden in het kanonkazemat twee kanonnen van 10 centimeter Brons opgesteld. De organieke sterkte bestond in 1909-1910 uit 3 officieren, 31 onderofficieren, 157 kanonniers, 1 officier van gezondheid, 3 man geneeskundige dienst en 1 telegrafist.
Na de Eerste Wereldoorlog verloor het fort zijn strategische betekenis en bij Koninklijk Besluit van 24 februari 1928 is het fort opgeheven als vestingwerk. Tijdens de Tweede Wereldoorlog is het nog gebruikt als gevangenis en uitkijkpost door de Duitse bezetter. Na de bevrijding kreeg het de functie van heropvoedkamp, maar het fort heeft geen militaire functies meer vervuld.

## Tegenwoordig
Vanaf 1969 is het fort in gebruik genomen als vakantie- en conferentieoord. Sinds 1973 is het een rijksmonument. Vanwege deze status mogen er op het eiland caravans en tenten staan, maar geen stacaravans en vakantiewoningen. Door de jaren heen zijn 157 illegale gebouwen neergezet op het forteiland, oogluikend toegestaan door gemeente. In oktober 2014 ging de exploitant failliet. Door slecht beheer is het open terrein van het fort erg achteruitgegaan. 
In 2018 kocht de gemeente Goeree-Overflakkee het fort voor €700.000. De gemeente trekt nog eens bijna een miljoen euro uit om de bewoners van 19 illegaal bouwwerken te laten verhuizen. Het fort wordt ook opgeknapt waarmee de totale uitgaven op 2,3 miljoen euro uitkomen. De vestingswal is woningvrij gemaakt en zo'n 1200 ton aan sloopafval en wildgroei is afgevoerd. De gebouwen worden aangepakt, er wordt gemetseld en gevoegd en het pleisterwerk wordt hersteld. Er komt een fiets- en voetgangersbrug en de historische beplanting van het terrein wordt weer teruggebracht. De gemeente wil van het fort een toeristische attractie maken en er komt een ondernemer om het te exploiteren.